# The Shaggy Dog (2006)
The Shaggy Dog is een Amerikaanse familiefilm van
Walt Disney Pictures uit 2006. De film is een herwerking van
de gelijknamige Disney-film uit 1959.

## Verhaal
In Tibet wordt een driehonderd jaar oude hond gestolen uit
een klooster door het bedrijf Grant and Strictland. In de Verenigde Staten
wordt intussen een dierenrechtenactivist aangeklaagd voor brandstichting in datzelfde
bedrijf dat wordt vertegenwoordigd door advocaat Dave Douglas wiens dochter Carly
eveneens activiste is.
Grant and Strictland gebruikt de gestolen hond om een levensverlengend middel te
ontdekken. Als de hond uit het laboratorium ontsnapt wordt hij buiten door Carly
tijdens een protestactie gevonden en meegenomen. Zij noemt de hond Shaggy.
Thuis bijt de hond in haar vaders hand waardoor die een gemuteerd gen opdoet.
Dave krijgt hierdoor steeds meer hondentrekken om uiteindelijk op ongecontroleerde
momenten volledig in een hond te veranderen. De eerste hond wordt intussen terug
gevangen door Grant and Strictland. Omdat Dave er als twee druppel water op lijkt
neemt hij diens plaats in.
Als hond komt hij te weten dat hij vervreemd is geraakt van zijn vrouw en kinderen
en hij besluit zijn leven te beteren nadat hij uitgezocht heeft wat er aan de hand
is. Hij ontdekt dat de aangeklaagde dierenrechtenactivist in de val gelokt is door
Grant and Strictland. Hij kan ook zijn gezin ervan overtuigen dat hij als hond Dave is.
Dan wordt hij zelf door Grant and Strictland gevangen. In het laboratorium bij hij
dokter Kozak vlak voor die naar de rechtbank vertrekt. Hij slaagt erin zichzelf en
de andere half-hond-half-ander-dieren te bevrijden. In de rechtszaal begint ook Kozak
zich als een hond te gedragen en als hij een hondenstaart krijgt is het bewijs geleverd
waarmee Kozak wordt opgepakt.
Dave maakt ten slotte zijn voornemens waar en gaat met zijn gezin op vakantie om meer
tijd met hen door te brengen.

## Rolbezetting
| Acteur             | Personage         | Opmerkingen                               |
| ------------------ | ----------------- | ----------------------------------------- |
| Tim Allen          | Dave Douglas      | Shaggy (hond)                             |
| Kristin Davis      | Rebecca Douglas   | Dave's vrouw                              |
| Zena Grey          | Carly Douglas     | Dave's dochter                            |
| Spencer Breslin    | Josh Douglas      | Dave's zoon                               |
| Danny Glover       | Ken Hollister     | Dave's baas                               |
| Robert Downey jr.  | dr. Kozak         | hoofdonderzoeker bij Grant and Strictland |
| Joshua Leonard     | Justin Forrester  | beklaagde                                 |
| Shawn Pyfrom       | Trey              | Carly's vriend                            |
| Bess Wohl          | dr. Gwen Lichtman | onderzoekster bij Grant and Strictland    |
| Jarrad Paul        | Larry             |                                           |
| Annabelle Gurwitch |                   | Justin Forresters advocate                |
| Jane Curtin        | Claire Whittaker  | rechter                                   |
| Philip Baker Hall  | Lance Strictland  | baas van Grant and Strictland             |
| Jeanette Brox      | Janey             | vriendin van Carly                        |

## Prijzen en nominaties
- Razzie Awards 2007:
  - Nominatie slechtste acteur voor Tim Allen.
  - Nominatie slechtste excuus voor gezinsvermaak.
  - Nominatie slechtste herwerking.